# Enchido

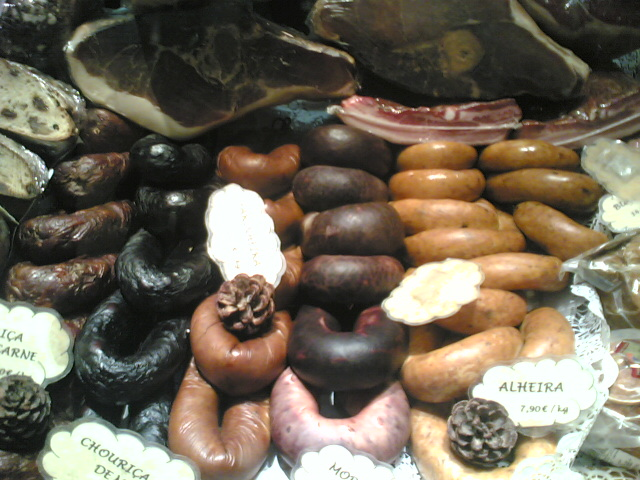
Uma montra de enchidos portugueses, mostrando, entre outros, a farinheira, a morcela, diversos chouriços e a alheira.

O termo enchido (português europeu) ou embutido (português brasileiro) compreende o género de alimentos que são produzidos ao encher tripas de animais (previamente limpas) ou sintéticas (principalmente no caso de versões vegetarianas) com diversos tipos de recheios. O produto desta operação pode opcionalmente ser defumado antes de ser consumido.
Tradicionalmente, muitos dos enchidos portugueses são confeccionados com aparas de carnes, gorduras e entranhas resultantes do abate do porco ou outros animais de criação.
Após uma lavagem cuidada, a parte inferior das tripas é atada, de forma a que possam ser enchidas pela parte superior. O tempero da carne é realizado no mesmo dia, para que se possam encher as tripas no dia seguinte ou ainda no próprio dia.

## Tipos

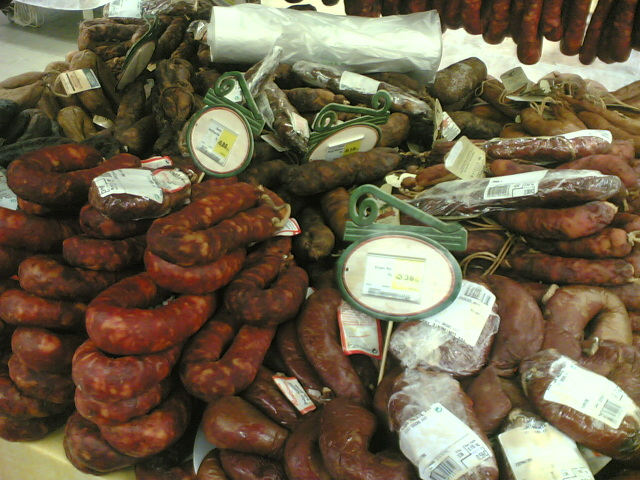
Uma montra de enchidos portugueses, com especial destaque para os chouriços, à esquerda.

- Alheira
- Botelo ou Butelo
- Chouriço[4][5]
- Chouriço de cebola
- Chouriço goês
- Chouriço de ossos
- Botifarra
- Chouriço de sangue
- Chouriço de vinho
- Cacholeira
- Farinheira
- Linguiça[4][5]
- Linguiça Calabresa
- Maranho
- Moira
- Morcela
- Mortadela[4][5]
- 'Nduja
- Paia
- Paio[4][5]
- Paiola
- Paiote
- Pepperoni[4][5]
- Salame[4][5]
- Salpicão
- Salsicha[4][5]
- Tripa enfarinhada